# Gordon Johncock
Gordon Walter Johncock (Hastings, Michigan, Estados Unidos, 5 de agosto de 1936) é um ex-automobilista norte-americano. Ele foi vencedor das 500 milhas de Indianápolis de 1973 e 1982; terminou na 3ª posição em 1976 e 1978, 5º lugar em 1966, 1974 e 1980, 5º em 1965 e 6º lugar em 1979. Além disso, foi vencedor do campeonato nacional na USAC em 1976, terceira neste campeonato e seu sucessor, o campeonato da CART, 1966, 1974, 1978 e 1979, quarta em 1967, 1981 e 1982 e vencedor nas 25 corridas de ambos os campeonatos.
Johncock competiu também em carros de stock car. Ele disputou 21 corridas da NASCAR Sprint Cup Series entre 1966 e 1976, obtendo dois quartos e um quinto como melhores resultados. Além disso, ele foi quarto no International Race of Champions em 1980, quinto em 1984 e sexto em 1978 e 1979.

## Primeiros anos (1964-1972)
Aos 27 anos, Johncock fez sua estréia na Primeira Divisão da USAC, de 1964, onde fez quatro corridas com a equipe de Sid Weinberger. As seguintes duas temporadas, competidas principalmente com Weinberger & Wilseck. Em 1965, ele fez sua estréia nas 500 milhas de Indianápolis, com um quinto lugar. Então ele foi a 6ª colocado nas 250 milhas de Atlanta, terceiro as 125 milhas de Langhorne e triunfou nas 200 milhas de Milwaukee, então foi quinto colocado no campeonato. Em 1966 ganhou três segundos lugares, um terceiro e um quarto nas 500 milhas de Indianápolis, que lhe permitiu alcançar a posição final em terceiro lugar, atrás de Mario Andretti e Jim McElreath.
Johncock correu no Campeonato Nacional da USAC com equipe própria de 1967 a 1970. Em seu primeiro ano, ele obteve duas vitórias nas 150 milhas de Milwaukee e as 200 milhas de Handford, bem como dois segundos lugares, dois terços e quatro trimestres. No entanto, abandonado por choque nas 500 milhas de Indianápolis, então terminou quarta no campeonato, sendo superada por A. J. Foyt, Andretti e Bobby Unser. Em 1968, obteve-se a 200 milhas de Handford e as 150 milhas de Langhorne, mas também foi somente um quarto, um quinto e sétimo em 17 jogos.
O piloto acumulada em 1969 duas vitórias em Castle Rock e 1 em Brainerd, dois segundos lugares, um terceiro, um quarto e um sexto. Um abandono nas 500 milhas de Indianápolis, novamente, relegou-o para quinta colocação final. Em 1970, ele recebeu um terceiro lugar, dois terceiros lugares como únicos resultados notáveis, de Mattos, que terminou em sétimo lugar na classificação geral.
Rolla Vollstedt contratou Johncock para o 1971 a temporada da USAC. Seu melhor resultado em oito participações foi um oitavo lugar em Phoenix. Para as 500 milhas de Ontário, pilotou um oficial McLaren, com a esquerda. O piloto correu novamente com a equipe McLaren oficial nas seis datas de 1972, resultando o terço em 200 milhas de Trenton e nono nas 200 milhas de Michigan. Ele também tocou as 200 milhas de Milwaukee com um Penske McLaren.

## Patrick Racing (1973-1992)
Em seguida, Johncock foi contratado pelo Patrick Racing, que competiu na USAC e o carrinho por mais de uma década, principalmente com o número 20. Em 1973 triunfou nas 500 milhas de Indianápolis antes de Billy Vukovich Jr e Roger McCluskey. Ele venceu nas 200 milhas de Trenton e as 150 milhas de Phoenix, foi o segundo na primeira rodada das 300 milhas de Trenton 1 e quinto na primeira corrida qualificação das 500 milhas de Ontário. Como resultado, o piloto foi o sétimo no campeonato.
Johncock ganhou em 1974 duas vitórias, dois segundos lugares, dois terceiros e dois banheiros. Assim, foi terceiro no Campeonato atrás de Bobby Unser e Johnny Rutherford. Em 1975, obteve uma vitórias e dois segundo lugares, que foi colocado o décimo no campeonato.
Em 1976, Johncock acumulou duas vitórias, 6 segundos lugares e três terceiros em 13 corridas. Portanto, foi coroado campeão da USAC para Rutherford, Wally Dallenbach e Unser.
O piloto entrou em 1977 duas vitórias, três segundos lugares, um terceiro e um quinto, assim que terminou em quinto no campeonato. Em 1978, obteve duas vitórias, seis terceiros lugares e um terceiro trimestre, então terminou atrás de Tom Sneva e para o Unser.
Pat Patrick foi um dos proprietários da equipe que criou a série carrinho para a temporada de 1979. Johncock tem duas vitórias, cinco pódios e nove top 5 em 14 corridas, por isso foi terceiro, atrás de Rick Mears e para o Unser. Além disso, terminou em sexto nas 500 milhas de Indianápolis.
Em 1980, Johncock ganhou três pódios e cinco top 5 em 11 participações na CART, sem alcançar vitórias, então ele foi sexto no campeonato. Novamente ele conseguiu três pódios e cinco top 5 em 11 participações no carrinho de 1981, mas desta vez foi colocado em quarto lugar no campeonato, atrás de Mears, Bill Alsup e Pancho Carter.
Johncock venceu as 500 milhas de Indianápolis em 1982, batendo Mears, Carter, Sneva e Unser após líderar 57 voltas. Na CART, que ganhou as 150 milhas de Milwaukee e as 500 milhas de Michigan, era segunda em Atlanta e quinto em Phoenix 1 e Atlanta. Desta forma, ficou em quarto, atrás de Mears, Bobby Rahal e Andretti.
Em 1983, Johncock triunfou da última vez em Atlanta, mas sofreu um grave choque nas 500 milhas de Michigan, forçando-o a deixar a pista, o resto da temporada. Ele voltou para a equipe de Patrick em 1984, que conseguiu um quarto lugar e um sexto, como os melhores resultados.
O piloto aposentou-se oficialmente durante as práticas das 500 milhas de Indianápolis, em 1985. No entanto, Johncock retornou para competir, esporadicamente, de 1987 a 1989, alcançar a sexta posição nas 500 milhas de Pocono e Michigan desde 1988. Em 1991 veio o sexto lugar nas 500 milhas de Indianápolis com a equipe Hemelgarn; e ele correu lá pela última vez em 1992.